# In medias res

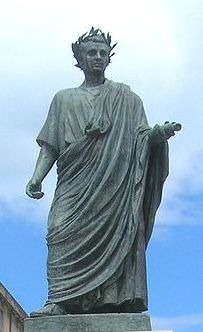
Statue d’Horace.

In medias res (du latin signifiant littéralement « au milieu des choses ») est un procédé littéraire qui consiste à placer le lecteur, ou le spectateur, sans beaucoup de préalables au milieu de l'action, les évènements qui précèdent n'étant relatés qu'après coup. Les personnages, le cadre et le contexte historique sont présentés de diverses façons, par exemple au moyen d'une série de retours en arrière ou bien par des personnages se racontant entre eux des événements passés. Cette technique est déjà utilisée par Homère dans L'Odyssée, au VIIIe siècle av. J.-C. Au théâtre, elle permet au spectateur d'entrer dans l'histoire d'une façon plus vivante qu'avec une ou plusieurs scènes d'exposition, particulièrement quand le sujet s'avère long à expliquer, et les personnages nombreux.

## Origine du terme
L'expression est empruntée à Horace, dans son Art poétique (148). L'épopée a couramment recouru à ce procédé.
Quintilien notait qu'Homère commençait habituellement son récit par sa partie médiane ou son dénouement, et  non par le début de l'action.
L'antonyme de l'expression latine : ab ovo.

## In medias resremarquables
Cette technique est utilisée dans un très grand nombre d'œuvres, mais on peut en donner quelques exemples :
- Les œuvres constituant le genre narratif appelé le roman grec, comme les Éthiopiques d'Héliodore (IVe siècle de notre ère) ;
- L'Énéide de Virgile (le premier chapitre nous emmène directement sur le bateau d'Énée, en pleine tempête, après sa fuite de Troie, et c'est seulement par la suite qu'il racontera les détails de cette fuite) ;
- Tartuffe (1664) de Molière : Acte I scène 1 : la pièce s'ouvre en plein milieu d'une dispute ;
- Les Fourberies de Scapin (1671) de Molière qui commence par un dialogue : « Ah ! Fâcheuses nouvelles pour un cœur amoureux ! Dures extrémités où je me vois réduit ! Tu viens, Silvestre, d'apprendre au port que mon père revient ? » ;
- L'acte 1 scène 1 de la pièce de théâtre de Marivaux, Le Jeu de l'amour et du hasard (1730) ;
- Manon Lescaut (1731) de l'abbé Prévost La première rencontre à Pacy-sur-Eure entre Renoncour et Desgrieux, avant la déportation de Manon en Louisiane ;
- Le Mariage de Figaro  (1784) de Beaumarchais;
- Jacques le fataliste et son maître (1784-1788), intégralement lisible ici, avec un incipit remarquable, en ce qu'il revendique le In medias res : Comment s’étaient-ils rencontrés ? Par hasard, comme tout le monde. Comment s’appelaient-ils ? Que vous importe ? D’où venaient-ils ? Du lieu le plus prochain. Où allaient-ils ? Est-ce que l’on sait où l’on va ? Que disaient-ils ? Le maître ne disait rien ; et Jacques disait que son capitaine disait que tout ce qui nous arrive de bien et de mal ici-bas était écrit là-haut.
- Lorenzaccio (1834) de Musset qui commence par : « Qu'elle se fasse attendre encore un quart d'heure, et je m'en vais. Il fait un froid de tous les diables. — Patience, Altesse, patience. » ;
- Le Colonel Chabert (1844) de Balzac ;
- La Curée (1872) d'Émile Zola, deuxième roman du cycle des Rougon-Macquart, commence par « Au retour » mais nous ne savons pas d'où puisque l'aller n'est pas raconté ;
- Une Vie (1883) de Guy de Maupassant commence par « Jeanne ayant fini ses malles, s'approcha de la fenêtre, mais la pluie ne cessait pas ». On ne sait pas qui est Jeanne, ni où elle est, ni où elle part ;
- Bel-Ami (1885) de Guy de Maupassant commence par « Quand la caissière lui eut rendu la monnaie de sa pièce de cent sous, Georges Duroy sortit du restaurant ». On ne sait pas qui est Georges Duroy, ni le restaurant dans lequel il a mangé, ni dans quelle ville il se trouve ;
- La Métamorphose (1915) de Kafka, qui commence par « Grégoire Samsa s'éveilla un matin, dans son lit, au sortir d'un rêve agité, transformé en une véritable vermine » ;
- À l'ouest rien de nouveau  (1929) de Erich Maria Remarque, qui commence par « Nous sommes à neuf kilomètres en arrière du front ».
- La Condition humaine (1933) d'André Malraux, qui commence par « Tchen tenterait-il de lever la moustiquaire ? Frapperait-il au travers ? »
- Le Nain  (1934) de Marcel Aymé qui commence par « Dans sa trente cinquième année, le nain du cirque Barnaboum se mit à grandir » ;
- L'Étranger (1942) d'Albert Camus, qui commence par « Aujourd'hui, maman est morte. » ;
- L'Ignorance (2000) de Milan Kundera commence par un dialogue : « Qu'est-ce que tu fais encore ici ? » ;

## Autre usage
In media res est le titre du deuxième tome du cycle de fantasy Les Aventures de Pierre Pèlerin écrit par Hervé Jubert.
In medias res est également le titre du premier EP du rappeur français Citham.